# Néant-sur-Yvel
Néant-sur-Yvel (bret. Neant) – miejscowość i gmina we Francji, w regionie Bretania, w departamencie Morbihan.
Według danych na rok 1990 gminę zamieszkiwały 882 osoby, a gęstość zaludnienia wynosiła 27 osób/km² (wśród 1269 gmin Bretanii Néant-sur-Yvel plasuje się na 624. miejscu pod względem liczby ludności, natomiast pod względem powierzchni na miejscu 231.).